# Sor (geomorfologia)

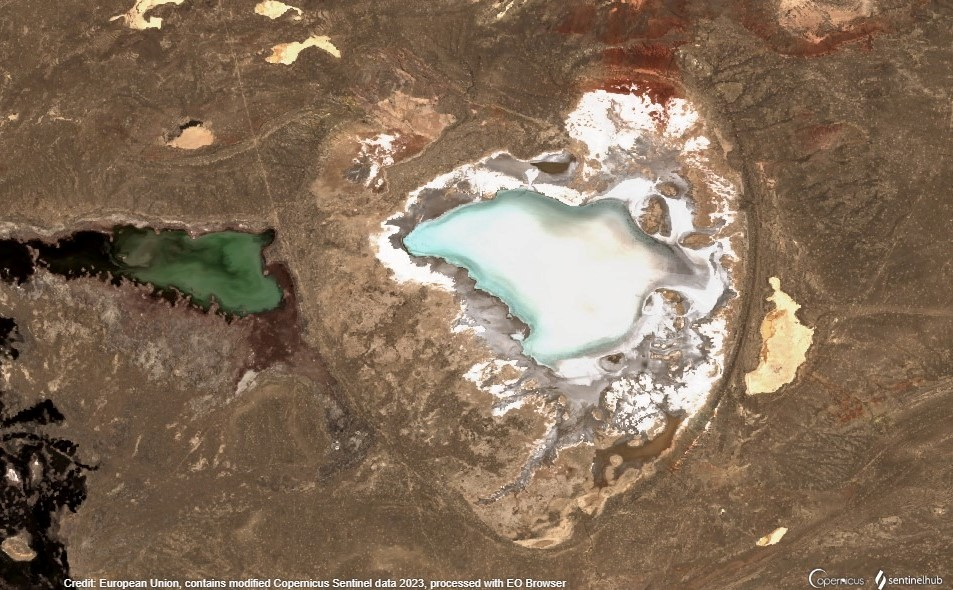
El Buralkhining tuzi, un sor al desert de Betpakhdala prop de la part baixa del riu Txu.

Un sor (kazakh: сор; turcman: шор) és una depressió tancada sense drenatge característica dels deserts de l'Àsia central, que es troba especialment al Kazakhstan. La zona de sor s'inunda estacionalment, on forma un llac, que es converteix en un aiguamoll salat d'interior i després una salina a mesura que s'asseca.
El terme forma part d'alguns topònims del Kazakhstan, com ara Aralsor, Ajibaissor, Kharassor, Sorkol, Soraixa, Altybaysor i Sor Tuzbair.

## Descripció
Un sor es forma a la plana de zones àrides o deserts. Les fortes pluges estacionals que solen tenir lloc a la primavera fan que l'aigua s'acumuli al fons de la depressió. El llac intermitent es caracteritza per una línia de costa ben definida. A mesura que s'acosta l'estiu, el llac s'asseca ràpidament a causa de les temperatures càlides, on forma una salina amb una capa de sal de gruix variable. A les zones planes i seques, l'aigua subterrània és a prop de la superfície.
Encara que normalment un sor es troba lluny de la vora del mar, una gola a la costa sud del Kultuk mort tenia les característiques d'un sor i era coneguda com "Sor Kaydak". No obstant això, en les últimes dècades va perdre la seva línia costanera distintiva a causa de l'augment del nivell del Mar Caspi i s'ha convertit en una aiguamoll salí.

## Flora
Situat en zones d'escassa vegetació, el típic paisatge sor és força àrid. Els halòfits resistents com Halocnemum es troben entre les úniques espècies capaces de créixer en aquest entorn.